# واریث آلاتیشه
واریث آلاتیشه (انگلیسی: Warith Alatishe؛ زادهٔ ۲۲ ژانویهٔ ۲۰۰۰) بازیکن بسکتبال اهل ایالات متحده آمریکا  است.